# Zyklon Beatz
Zyklon Beatz war eine multinationale deutschsprachige Rapgruppe aus Berlin mit antisemitischen und nationalistischen Texten.

## Bandgeschichte
Zyklon Beatz bestand aus den vier Rappern Der Lord, G.K. Eins, Persisch Punchlines und Tamazootra. Sie war multikulturell, die Rapper stammten ursprünglich aus Deutschland, Iran, Türkei und Israel (beziehungsweise Palästina). Der Bandname lehnt sich an Zyklon B an, das ursprünglich zur Schädlingsbekämpfung verwendete Gas auf Blausäure-Basis, welches eine zentrale Rolle innerhalb des durch die Nationalsozialisten des dritten Reichs durchgeführten Holocausts einnahm. Die Rapgruppe veröffentlichte 2006 ihr Debütalbum Enzyklonpädie. Auf dem Album verwendet die Band Texte aus dem antisemitischen Spektrum, die verschiedene Verschwörungstheorien aufgreifen, wie die Jüdische Weltverschwörung, Brunnenvergiftung, der Ritualmord an Kindern und USrael, aber auch sekundären Antisemitismus, indem Juden als Täter im Palästinakonflikt dargestellt werden. Juden werden in den Texten mit Tieren verglichen und als Teufel in Menschengestalt dämonisiert.
Dabei bedienen sich Zyklon Beatz der Wortwahl Joseph Goebbels und der NPD. Eine Zeile im Lied Vaterland lautet wörtlich Deutschland erwache aus dem Albtraum der Vergangenheit, womit die nationalsozialistische Parole Deutschland erwache aufgegriffen wurde.
2006 war die Band mit dem Track Sturm der Zyklonen auf der Kompilation Rap City Berlin 2 vertreten. Danach wurde es ruhig um die Gruppe. 2012 erschien das Album Königreich der Zyklonen, das jedoch weitestgehend unbeachtet blieb.

## Diskografie
- 2006: Enzyklonpädie (Eigenproduktion)
- 2012: Königreich der Zyklonen (Eigenproduktion)